# Вуйович, Горан
Го́ран Ву́йович (черног. Горан Вујовић; род. 3 мая 1987, Цетине, Югославия[…]) — черногорский футболист, нападающий клуба «Цетине».

## Биография

### Клубная карьера
Начал заниматься футболом в родном городе Цетине. Первым профессиональным клубом был «Телеоптик». С 2006 по 2008 год играл за «Банат» из сербской суперлиги. Провёл там 35 матчей, забил 8 голов. Летом 2008 года переехал в Венгрию и подписал контракт с «Видеотоном». После двух сезонов в основном составе «Видеотона», в котором он провёл 37 матчей и забил 13 голов, в январе 2011 года был отдан в аренду в другой клуб венгерской высшей лиги «Кечкемет», провёл там 10 матчей и забил 2 гола. Летом 2011 года Горан Вуйович на правах аренды перешёл в клуб венгерской высшей лиги «Халадаш», в котором провёл 13 матчей и забил 6 голов. В 2012 году перешёл в венгерский «Эгри». В 2013 году Вуйович подписал контракт с черногорским ФК «Ловчен», в составе которого провёл 14 матчей, в которых 8 раз отметился забитыми голами. Летом 2013 года перешёл в черногорский «Могрен», провёл 15 игр, забил 4 мяча. В январе 2014 года перешёл в черногорский клуб «Сутьеска», в составе которого провёл 47 матчей и забил 24 гола, став при этом лучшим бомбардиром черногорского чемпионата.
В июне 2015 года подписал 3-летний контракт с тульским «Арсеналом». Из-за того, что трансферный лист Вуйовича был потерян в 2013 году, туляки смогли заявить его только 27 июля. В тот же день форвард дебютировал в ФНЛ, выйдя на замену в домашнем матче против «Тосно» (3:1).

### Карьера в сборной
Провёл 9 матчей в молодёжной сборной Черногории, забил 1 гол. 6 июня 2009 года дебютировал за сборную Черногории в отборочном матче чемпионата мира 2010 против Кипра (2:2).